# Tempérament de Vallotti
 (mars 2019).
En musique, le tempérament de Vallotti est un tempérament inégal qui porte le nom du musicien italien Francesco Antonio Vallotti.

## Principe
Pour un accord rapide, opérer ainsi (le résultat est un accord en do, pour la3 = 415 Hz) :
- prendre un diapason à 440 Hz et accorder le si bémol à 440 Hz, puis son octave à 220 Hz ;
- accorder ensuite en montant, à la quinte pure, le fa et le do ;
- puis accorder en descendant du si bémol, successivement quatre quintes pures. La dernière note accordée est sol bémol.

Nous avons ainsi accordé les six quintes pures du tempérament de Vallotti–Tartini. Il convient de bien se familiariser avec les trois tierces issues de ce début d'accord (la  – do, sol  – si , ré  – fa) qui sonnent « tendues » car leur rapport est de 81/64, typique d'une justesse pythagoricienne.
Le tempérament proprement dit commence à partir du sol bémol qu'il vaut mieux appeler désormais fa dièse. L'accord se continue en descendant de quinte en quinte: fa  – si, mi, la, etc. jusqu'au sol. Pour chaque quinte, après l'avoir accordée pure, la réduire un peu, obtenir un battement lent. Dans cette formule rapide, on ne chronomètre pas les battements ; on se fonde sur la qualité de la tierce de la dernière note accordée (par exemple : si et « mi bémol déjà accordé »), qui sonnent plus « doux » c'est-à-dire plus proches de la tierce pure (80/64) que les tierces citées au début. Vérifier la quinte sol et « do déjà accordé ».
On obtient ainsi un tempérament polyvalent dont le ton le plus juste eu égard aux tierces est ré majeur. Les tons voisins sont excellents. Mais dans l'intervalle sol  – la, le sol  (en fait la bémol issu de quintes pythagoriciennes) est un peu haut, ce qui altère la cadence en la…